# Grabovica (Olovo)
Grabovica es un pueblo ubicado en el municipio de Olovo, en el cantón de Zenica-Doboj, Bosnia y Herzegovina.

## Superficie
Posee una superficie de 3,06 kilómetros cuadrados.

## Demografía
Hasta 1991 la población era de 81 habitantes.